# Papa Roach
I Papa Roach sono un gruppo musicale rock statunitense, formatosi a Vacaville nel 1993.
Hanno acquisito notorietà nel 2000 con l'album Infest, che vinse tre dischi di platino negli Stati Uniti. Inizialmente dedicati al nu metal, si sono poi spostati a sonorità alternative rock. Tale svolta sonora, cominciata nel 2002 con il disco d'oro Lovehatetragedy, è poi proseguita con il disco di platino Getting Away with Murder del 2004 e The Paramour Sessions del 2006.
Hanno venduto più di 18 milioni di dischi, di cui quasi la metà nei soli Stati Uniti, sono conosciuti per le loro hit quali Last Resort, Scars, Forever, ...To Be Loved, Hollywood Whore, Getting Away with Murder, Lifeline e Still Swingin'.

## Storia del gruppo

### Gli inizi
Nel gennaio del 1993 il cantante Jacoby Shaddix e il batterista Dave Buckner, studenti della Vacaville High School, s'incontrarono sul campo da football della scuola e decisero di fondare un gruppo musicale. La coppia optò per il nome Papa Roach, che unisce il soprannome (Papa) e il cognome (Roatch, accorciato in Roach) di un nonno di Shaddix. Ai due si unirono il bassista Will James e il trombettista Ben Luther, che completarono la prima formazione del gruppo. La loro prima esibizione fu allo spettacolo per giovani talenti del liceo, dove eseguirono una cover di Fire di Jimi Hendrix. La canzone, suonata senza chitarra, non vinse la competizione.
Due mesi dopo Ben Luther fu sostituito dal chitarrista Jerry Horton, dalla vicina Vanden High School. Jerry fu introdotto dalla sua fidanzata che era una fan del gruppo. Dapprima fu riluttante ad unirsi ai Roach, perché Jacoby, Dave e Will frequentavano un liceo diverso. Poi si convinse, e con i Papa Roach cominciò a suonare ogni giorno nel garage del batterista. Inoltre intrapresero qualche concerto nella scena locale.
Nel 1994 i Papa Roach registrarono l'EP Potatoes for Christmas. Dave Buckner fu temporaneamente sostituito da Ryan Brown, perché stava studiando arte a Seattle. Un anno dopo realizzarono ai Sound Farm Studios l'EP Caca Bonita. Da allora Buckner tornò alla batteria. A causa degli impegni in un campo estivo, Will James fu sostituito dall'ex roadie Tobin Esperance; per loro suonò dapprima per l'estate, poi divenne il bassista del gruppo.
Nel 1997 arrivò il loro primo album in studio, Old Friends from Young Years. Il gruppo riscosse un ottimo successo in California, le cui radio iniziarono a trasmettere alcuni dei loro brani. In quel periodo sostennero vari tour insieme ad Incubus, Powerman 5000, Hed P.E., Snot, Far e Static-X. Un anno dopo pubblicarono l'EP 5 Tracks Deep, che nel primo mese vendette più di mille copie. Il suo successo attirò l'attenzione della Warner Bros. Records, che cercò di finanziare la produzione di un altro CD ma senza riuscirci. Nel 1999 produssero Let 'Em Know e poco dopo firmarono un contratto con la Dreamworks Records, nel mese di ottobre dello stesso anno rientrarono in studio per registrare un nuovo album.

### Primi anni 2000:Infest,LovehatetragedyeGetting Away with Murder
Il 25 aprile 2000 uscì negli Stati Uniti il loro secondo album in studio Infest. Il disco conteneva, oltre a sette tracce scritte in quel periodo, i rifacimenti di quattro brani precedenti. Nella prima settimana vendette 30 000 copie. Si piazzò alla posizione numero 5 delle classifiche statunitensi e alla posizione numero 9 della Official Singles Chart, aggiudicandosi 3 volte il disco di platino. L'album presentò uno stile classificabile come nu metal e rap metal, caratterizzato da un connubio di riff di chitarra e scream ispirati dal metal e rapping e scratch ispirati dall'hip hop. Il singolo di lancio fu Last Resort, accompagnato anche da un video. Album e singoli furono trascinati anche dalle loro partecipazioni al Vans Warped Tour e ad altri importanti concerti. Alla fine del 2000 suonarono dal vivo in Gran Bretagna e l'anno dopo parteciparono all'Ozzfest. Nel 2001 sono stati nominati per i Grammy Awards come Best New Artist e la canzone Broken Home è stata nominata come Best Short Form Music Video.
Dopo aver sostenuto concerti soprattutto negli Stati Uniti, in Gran Bretagna e in Giappone, in 60 giorni registrarono Lovehatetragedy. L'album, pubblicato negli USA il 18 giugno 2002, non vendette quanto Infest ma in classifica ottenne risultati migliori. In LoveHateTragedy avviarono la loro svolta sonora, abbandonando in gran parte le influenze rap rock. Durante l'estate dello stesso anno si esibirono dal vivo assieme a Ludacris, Xzibit ed Eminem in alcune tappe dell'Anger Management Tour.
Alla fine del 2003 i Papa Roach registrarono un altro album, in origine doveva intitolarsi Dancing In the Ashes ma poi optarono per Getting Away with Murder, pubblicato nel 2004. Lavorarono con il produttore Howard Benson e scrissero le canzoni Take Me e Scars. Una volta completata la produzione, la band apparve nel video della title track e andò in un piccolo club estivo per annunciare album e tour seguenti. Getting Away with Murder, caratterizzato da sonorità tendenti ad hard rock ed alternative metal, superò in vendite Lovehatetragedy grazie soprattutto al singolo Scars. L'album ha venduto più di 1 milione di copie nei soli USA. Nel 2005 si esibirono in numerosi tour insieme a Slipknot, Dead Poetic, Trust Company, Chronic Future, Skindred, 311 ed Unwritten Law.

### 2006:The Paramour Sessions
Il 12 settembre 2006 il gruppo ha pubblicato The Paramour Sessions. Il titolo si riferisce alla Paramour Mansion, dove hanno registrato l'album. I Roach sostengono che l'idea di inciderlo in una magione gli è stata suggerita dagli Slipknot. Mentre erano alla produzione per Getting Away with Murder gli Slipknot, che avevano già registrato Vol. 3: (The Subliminal Verses) nella Houdini Mansion, gli avevano detto "che lavorare in una magione è l'unico modo per fare un album decente". ...To Be Loved è il primo singolo estratto, tecnicamente vicino agli ultimi lavori ma con alcune parti rappate.
Il gruppo ha ricominciato ad andare in tour nell'agosto del 2006, prima negli USA e poi in Europa. Ad ottobre i Papa Roach hanno affiancato i Guns N' Roses durante il Chinese Democracy Tour, e i Deftones in concerto negli Stati Uniti. Hanno anche partecipato allo Zippo Hot Tour. Tra settembre ed ottobre del 2006 i Papa Roach hanno effettuato un tour europeo, supportati dalla giovane band garage rock californiana The Bangkok Five.
Per l'album natalizio della KROQ Kevin and Bean's Super Christmas, hanno realizzato la canzone Not Coming Home. Nel 2007 hanno pubblicato su iTunes Store Hit 3 Pack, ovvero l'EP del fortunato singolo Forever contenente anche i singoli ...To Be Loved e Scars. Per tutto il resto del 2007 la band è stata impegnata in numerosi tour che hanno attraversato tutto il continente americano assieme a gruppi come Hinder e Buckcherry. Non sono mancate inoltre le tappe europee, nel periodo estivo i Papa Roach hanno suonato nei più grandi festival europei; da citare sono il Rock am Ring, che ha visto annullarsi la loro tappa successiva al Rock Im Ring, per problemi vocali di Jacoby e il Download Festival.
Verso la metà di gennaio 2008 il batterista Dave Buckner lascia il gruppo per motivi personali. I rimanenti membri verso la metà di febbraio si ritrovano alla Paramour Mansion per dar vita ad un nuovo lavoro. Il sostituto di Dave è Tony Palermo, già noto come batterista degli Unwritten Law.

### 2008-2009: L'anno diMetamorphosis
Il quinto album in studio dei Papa Roach si intitola Metamorphosis. Il produttore dell'album è ancora una volta Jay Baumgardner, già noto per aver lavorato con loro ai tempi di Infest. Il titolo dell'album era stato cambiato in Metamorphosis dall'iniziale Days of War, Nights of Love, titolo che era stato scelto da Jacoby ispirato da un romanzo che aveva letto. Il disco rappresenta per certi versi un ritorno a sonorità più dure e veloci, ma non al sound di Infest, con questo disco la band ha subito la definitiva evoluzione che la vede entrare nel mondo dell'hard rock. Il frontman Jacoby ha descritto le canzoni di Metamorphosis come "le più potenti che i Papa Roach abbiano mai scritto"; inoltre si è cercato di catturare al meglio ogni emozione che ogni singola canzone era in grado di trasmettere. Il 25 aprile 2008 la band è entrata in studio per iniziare le registrazioni definitive. Durante l'estate del 2008 la band ha partecipato al Cruefest, un festival organizzato dai Mötley Crüe che ha portato la band in giro per l'America. Durante il tour la band ha suonato alcune canzoni inedite che hanno poi preso parte al successivo album, intitolate Lifeline, Change or Die, I Almost Told You That I Loved You.
Il 28 ottobre, dopo una serie di rinvii, pubblicano il video del singolo intitolato Hollywood Whore. Il 9 gennaio 2009 la band pubblica sulla sua pagina MySpace il nuovo singolo Lifeline, che è stato reso disponibile ufficialmente il 10 febbraio. Inoltre viene annunciata l'ufficialità dell'uscita di Metamorphosis per il 24 marzo 2009.
Il 28 gennaio 2009 la band prende parte ad un tour americano che la vede impegnata fino a poco prima dell'uscita del nuovo album; durante questo tour i Papa Roach hanno condiviso il palco con gli Avenged Sevenfold, Buckcherry e i Saving Abel. Nel mese di marzo del 2009 i Papa Roach festeggiano i loro primi 10 anni di attività sotto contratto ufficiale; per l'occasione suonano in due spettacoli speciali a New York e a Los Angeles. Il 7 marzo esce il nuovo video del singolo Lifeline.
Durante la prima settimana di pubblicazione il disco vende 44 000 copie piazzandosi all'ottavo posto della classifica Billboard 200. A giugno 2009 viene lanciato il terzo singolo di Metamorphosis, I Almost Told You That I Loved You, per il quale esce anche il relativo videoclip; ci sono due versioni di questo video: una versione "explicit" e una versione censurata comunque fedele al significato della canzone.
Successivamente la band partecipa a numerosi festival europei, tra i quali il Rock am Ring in Germania, il Download Festival in Inghilterra e Graspop Metal Meeting in Belgio. Nel frattempo, il 26 giugno, esce un nuovo EP su iTunes dal nome Naked And Fearless, contenente le versioni acustiche di Lifeline, Had Enough e Carry Me. A luglio invece il gruppo torna negli USA per intraprendere un tour che li vedrà impegnati assieme ai Nickelback, gli Hinder e i Saving Abel fino a settembre. Nel successivo autunno compiono un altro tour insieme ai Jet e parte dell'incasso viene devoluto alla WHY, un'associazione benefica contro la fame nel mondo. A metà novembre esce il quarto singolo di Metamorphosis, Had Enough.

### 2010 - Album live:Time for Annihilation, ilTaste of Chaos Toure ilSonisphere Festival 2011
A gennaio 2010 la band entra in studio per registrare alcune nuove canzoni che verranno pubblicate in un nuovo lavoro, contenente alcune tracce registrate dal vivo durante il tour del novembre 2009 con gli Shinedown, e appunto cinque nuovi brani. Nel frattempo la band torna in Europa per un tour che tocca anche l'Italia il 24 luglio a Pinarella di Cervia, in provincia di Ravenna.
Il titolo del nuovo album è Time for Annihilation...On the Record and On the Road e esce il 31 di agosto sotto la label Eleven Seven Music. La band dopo sei anni decide così di separarsi dalla Geffen Records. Il produttore è David Benedeth, già collaboratore di Breaking Benjamin e Paramore. Il primo singolo è Kick in the Teeth che ottiene un discreto successo commerciale entrando nelle classifiche americane e raggiungendo la seconda posizione della Rock Chart.
Il 10 settembre inizia il Monster of Annihilation Tour che vede la band impegnata per una serie di date negli Stati Uniti con gli Skillet e i My Darkest Days, mentre il 28 ottobre esce il video del successivo singolo, Burn. A novembre e dicembre la band è impegnata nel Taste of Chaos che la vede girare per l'Europa in compagnia di Disturbed, Buckcherry e Halestorm.
A giugno i Papa Roach tornano in Italia per il Sonisphere Festival il 25 giugno a Imola. Sempre nello stesso mese pubblicano il suo terzo e ultimo video dell'album Time for Annihilation...On the Record and On the Road; il singolo in questione è No Matter What, al quale succederà in seguito anche un video acustico.
Il 25 settembre 2011 finisce l'attività live della band dopo oltre due anni senza pause. Per l'occasione, nell'ultima data del Rock Allegiance Tour che si tiene nel loro paese natale, a Sacramento, la band registra un live video di One Track Mind. Con un messaggio sui social network Facebook e Twitter annunciano che è tempo di registrare un nuovo album.

### 2012:The Connection
Per registrare l'ottavo album della carriera la band ha scelto il proprio studio a Sacramento; sono entrati il 1º novembre 2011 e sono stati coadiuvati nella scrittura e produzione da James Michael, che aveva già lavorato con loro per Metamorphosis. Una prima canzone del nuovo disco è presente nella colonna sonora del film The Avengers, pubblicata il 1º maggio e si intitola Even If I Could. Il 23 giugno la band annuncia che il primo singolo del nuovo album è Still Swinging. Successivamente viene rivelato anche il nome dell'album, cioè The Connection in uscita il 2 ottobre 2012.
A settembre la band è stata costretta ad annullare le rimanenti date dell'Uproar Tour americano perché il cantante Jacoby ha dovuto subire un intervento chirurgico alle corde vocali per la rimozione di un nodulo.
Nel 2013 la band torna in Italia per due date, grazie al tour estivo, in compagnia dei Glamour of the Kill. Le date si tengono a Treviso e a Milano rispettivamente il 19 e il 20 giugno.

### 2014-2015: L'uscita diF.E.A.R.
Il 4 febbraio 2014 con una foto condivisa sulla pagina Facebook ufficiale, il cantante del gruppo Jacoby Shaddix rivela che il gruppo ha iniziato i lavori per il nono album del gruppo in uno studio di registrazione a Los Angeles.
Il 10 luglio 2014, durante un'intervista con la stazione radio KWHL-FM di Anchorage, in Alaska, Jacoby Shaddix ha rivelato che il nono album si sarebbe intitolato F.E.A.R. e sarebbe stato pubblicato all'inizio del 2015. Nel novembre 2014 viene pubblicato il primo singolo dell'album, Face Everything and Rise.
F.E.A.R. è stato pubblicato il 27 gennaio 2015, raggiungendo la vetta della classifica statunitense Billboard Hard Rock Albums.
Il 22 aprile 2015, la band pubblica il video di Gravity, secondo singolo dell'album, a cui ha partecipato la cantante del gruppo In This Moment Maria Brink.

### 2017:Crooked Teeth
Il 19 maggio 2017 esce il decimo album Crooked Teeth.
Il 7 giugno viene pubblicato il video di Periscope, primo singolo dell'album, che vede la partecipazione della cantautrice Skylar Grey. Il 15 agosto è la volta del video del secondo singolo estratto, American Dreams, e il 26 dicembre viene pubblicato il video del terzo singolo dell'album, Traumatic.
La promozione dell'album continua il 4 febbraio 2018 con l'uscita del video di Born for Greatness e 10 giorni dopo, il 14 febbraio, con quello di My Medication. Il 30 marzo viene pubblicato il videoclip di None of the Above.

### 2019:Who Do You Trust?
Il 18 gennaio 2019 esce l'undicesimo album Who Do You Trust?, anticipato il 7 ottobre 2018 dai singoli Who Do You Trust? e Renegade Music, e il 16 novembre dal singolo Not the Only One.
Il 25 marzo 2019 viene diffuso il video del brano Elevate, mentre il 15 settembre viene pubblicato il video del brano Come Around.

### 2022:Ego Trip
La band ha annunciato l'uscita dell'undicesimo album Ego Trip per l'8 aprile 2022 attraverso la New Noize Records. Il disco è anticipato dai singoli Swerve (in collaborazione con Jason Aalon Butler dei Fever 333 e il rapper Sueco), Kill the Noise, Dying to Believe, Stand Up e Cut the Line.
Il 17 marzo 2023 esce l'edizione deluxe di Ego Trip, contenente sei tracce aggiuntive.

## Stile e influenze
Nei loro primi due album in studio Old Friends from Young Years (1997) e Infest (2000) i Papa Roach incorporarono influenze di generi come nu metal e rap rock, sviluppando sonorità che comprendevano elementi di musica heavy metal e hip hop. Invece a partire dal disco Lovehatetragedy del 2002 il gruppo apportò un notevole cambiamento al loro stile sonoro, spostandosi su sonorità quali alternative rock, alternative metal e hard rock, attirando l'attenzione di un nuovo pubblico. Tale cambiamento di stile è stato confermato e rimarcato nei successivi lavori Getting Away with Murder (2004) e The Paramour Sessions (2006). L'album in studio Metamorphosis del 2009 ha invece sonorità ancora più vicine ai canoni del moderno hard rock. In un'intervista Shaddix ha sottolineato il loro definitivo cambiamento:
(Jacoby Shaddix)
In alcune tracce dei lavori pubblicati dopo il 2010, la formazione ha riproposto il rap metal dei primi anni di carriera, in veste aggiornata.
Il gruppo cita come propri ispiratori Faith No More, Social Distortion, Metallica, Iron Maiden, Red Hot Chili Peppers, Wu-Tang Clan, Fugees, Refused, Queen e Led Zeppelin. In un'intervista concessa nel 2021, il cantante ha ammesso "di essere stato uno dei precursori del genere nu metal, insieme al suo gruppo, ma anche di aver saputo proporre canzoni meno stereotipate nel corso degli anni".

## Collaborazioni e progetti collaterali
- I Papa Roach sono titolari di una propria casa discografica, la New Noize, con cui nel 2001 hanno lanciato gli Alien Ant Farm.
- Insieme ai Black Eyed Peas hanno eseguito, nel 2003, il brano Anxiety.
- Jacoby Shaddix è anche il cantante del progetto parallelo Fight the Sky.
- Per la colonna sonora del film Biker Boyz i Papa Roach hanno collaborato con i N.E.R.D al brano Don't Look Back nel 2003.

## Formazione

### Formazione attuale
- Jacoby Shaddix – voce (1993-presente)
- Jerry Horton – chitarra (1993-presente)
- Tobin Esperance – basso (1996-presente)
- Tony Palermo – batteria (2007-presente)

### Ex componenti
- Dave Buckner – batteria (1993-2007)
- Will James – basso (1993-1996)

### Turnisti
- Ben Luther – tromba (1993)
- Ryan Brown – batteria (1994)
- Mike Doherty – chitarra (2002)

## Discografia

### Album in studio
- 1997 – Old Friends from Young Years
- 2000 – Infest
- 2002 – Lovehatetragedy
- 2004 – Getting Away with Murder
- 2006 – The Paramour Sessions
- 2009 – Metamorphosis
- 2010 – Time for Annihilation...On the Record and On the Road
- 2012 – The Connection
- 2015 – F.E.A.R.
- 2017 – Crooked Teeth
- 2019 – Who Do You Trust?
- 2022 – Ego Trip

### Album dal vivo
- 2010 – Time for Annihilation...On the Record and On the Road

### Raccolte
- 2010 – ...To Be Loved: The Best of Papa Roach